# Кармине (ТВ филм)
„Кармине” је југословенски ТВ филм из 1978. године. Режирао га је Иван Хетрих а сценарио је написао  Иво Штивичић по делу Аугуста Цесарца.

## Улоге
| Глумац             | Улога                |
| ------------------ | -------------------- |
| Крешимир Зидарић   | (као К. Зидарић)     |
| Емил Глад          | (као Е. Глад)        |
| Јосип Мароти       | (као Ј. Мароти)      |
| Иво Фици           | (као И. Фици)        |
| Хермина Пипинић    | (као Х. Пипинић)     |
| Драган Миливојевић | (као Д. Миливојевић) |
| Амир Буквић        | (као А. Буквић)      |

Остале улоге  ▼
| Глумац           | Улога             |
| ---------------- | ----------------- |
| Нева Росић       | (као Н. Росић)    |
| Звонимир Зоричић | (као З. Зоричић)  |
| Круно Валентић   | (као К. Валентић) |
| Сабрија Бисер    | (као С. Бисер)    |